# Me 509 (航空機)
メッサーシュミット Me 509
- 用途：戦闘機
- 設計者：ウィリー・メッサーシュミット
- 製造者：メッサーシュミット
- 運用者： ドイツ国
- 生産数：不明（試作機のみ）
- 運用状況：試作のみ

メッサーシュミット Me 509は、Me 309を元に計画された、第二次世界大戦中のドイツ空軍向け戦闘機である。計画のみで実機は完成していない。

## 設計
メッサーシュミット Me 509は、Me 309を元に設計されていた。エンジンレイアウトはアメリカのベルP-39 エアラコブラの様に、コックピットの後ろにエンジンが位置する設計になっていた。
エンジンはダイムラー・ベンツ DB 605Bを搭載し、プロペラは3翅であった。また武装は13 mm MG 131 機関銃2基、20 mm MG 151/20 機関砲2基を装備していた。
降着装置はMe 309と同じ前輪式を採用しており、Me 309の首脚が着陸試験で破損したのに対して、Me 509は首脚にかかる荷重が少なかったため十分に機能していた。また、機首がMe 309に比べて小さく、視界も良かった。
しかし、1943年、このプロジェクトはMe 309と同時に中止された。
日本では似た設計の空技廠 R2Y 景雲があり、同様にエンジンのオーバーヒートの問題に悩まされている。

## スペック (設計値)
- 乗員 : 1名
- 全長 : 9.94 m (32 ft 7 in)
- 全幅 : 11.27 m (37 ft)
- 全高 : 3.98 m (13 ft 1 in)
- エンジン : ダイムラー・ベンツ DB 605B1,085 kW (1,455 hp)
- 最高速度 : 760 km/h (472 mph)
- 武装
  - 13mm MG 131 機関銃 × 2
  - 20mm MG 151/20 機関砲 × 2